# Mercedes-Benz M139
Il Mercedes-Benz M139 (o Mercedes-AMG M139) è un motore a combustione interna ciclo Otto con frazionamento a 4 cilindri in linea, ad alte prestazioni prodotto a partire dal 2019 dalla casa automobilistica tedesca Mercedes-Benz.

## Caratteristiche

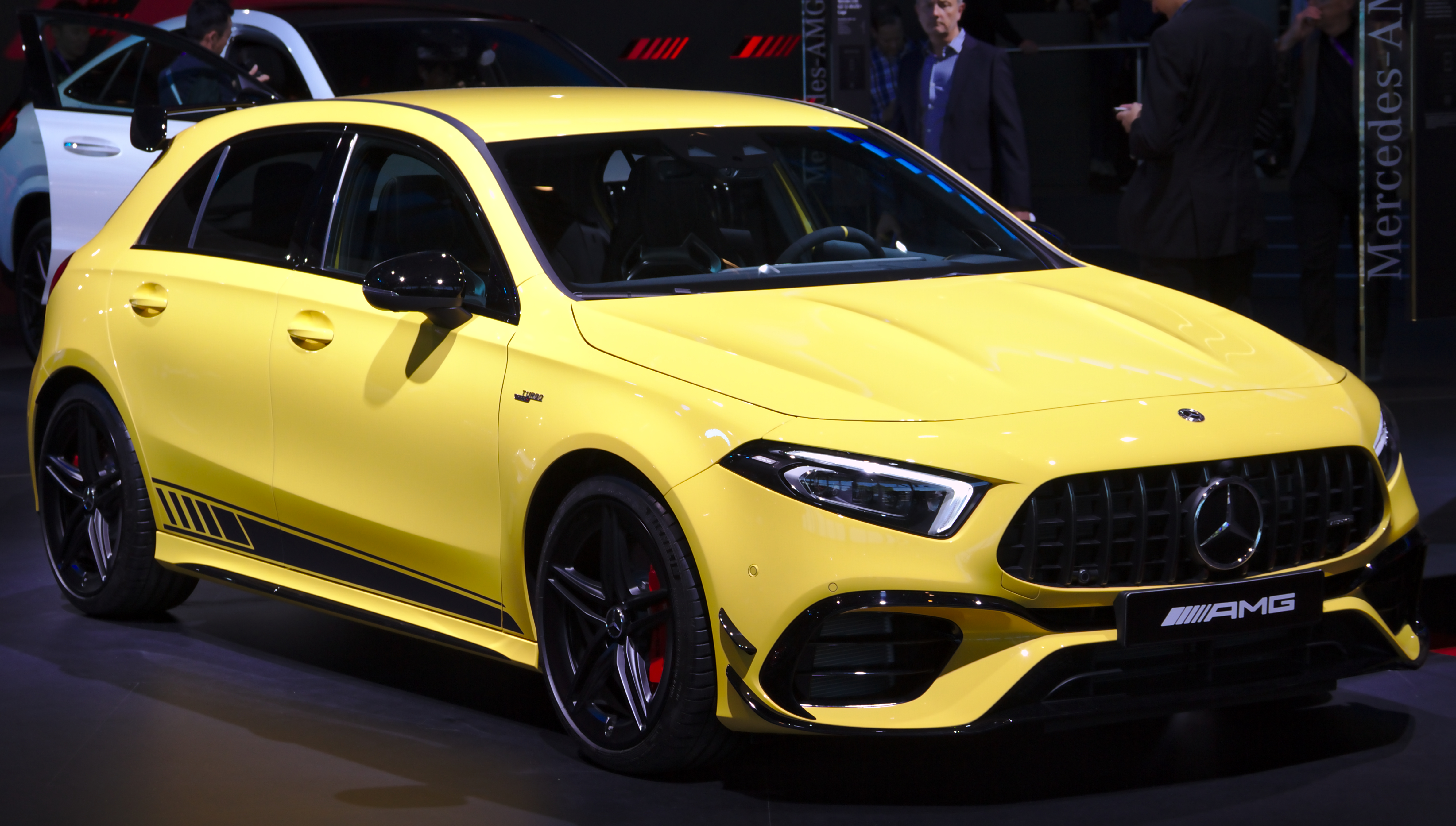
Mercedes-AMG A 45 S 4MATIC+ dotata del motore M139

L'M139 sostituisce l'M133 ed è un motore a quattro cilindri in linea turbo prodotto dalla Mercedes-Benz, per essere installato sulle A45 AMG e A45 S AMG di seconda generazione. Con una potenza di 421 CV, M139 è il motore a quattro cilindri più potente al mondo nella produzione in serie per uso stradale.

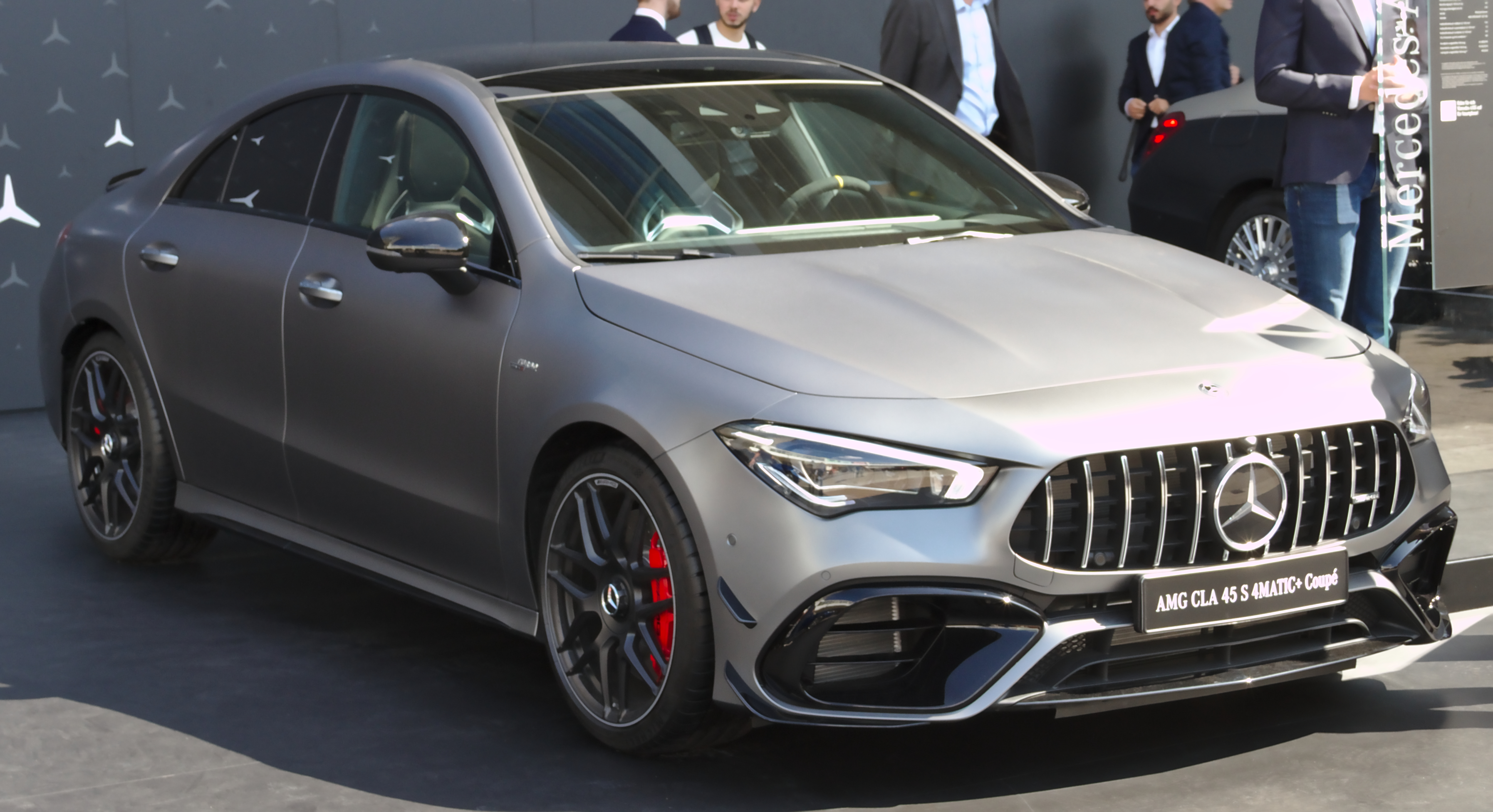
CLA 45 AMG

Il motore M139 si basa sul motore Mercedes-Benz M260, che è a sua volta una versione aggiornata del M270, condividendo la stessa dimensione di alesaggio, corsa e il monoblocco. A differenza del normale M260, gli ingegneri AMG hanno ruotato il blocco motore di 180 gradi in modo che il sistema di aspirazione si trovi nella parte anteriore del cofano, mentre il turbocompressore e i collettori di scarico sono situati tra il motore e l'abitacolo. La rotazione ottimizza il flusso d'aria in entrata al motore grazie alla lunghezza più breve e alla forma più regolare dei condotti d'aspirazione; ciò comporta anche ad avere una sezione frontale del cofano più bassa e piatta, consentendo di avere maggiore penetrazione aerodinamica. Le valvole di scarico nel motore M139 sono più grandi di quelle dei motori M133 per avere un flusso di uscita dei gas di scarico che vanno alla turbina maggiore. Il rapporto di compressione è aumentato da 8.6:1 per l'M133 a 9.0:1 per M139. Il sistema di iniezione del carburante è a due stadi: il primo è di tipo diretto con gli iniettori piezoelettrici che immettono il carburante direttamente nelle camere di combustione e il secondo è di tipo indiretto con degli iniettori posizionati nei collettori di aspirazione.

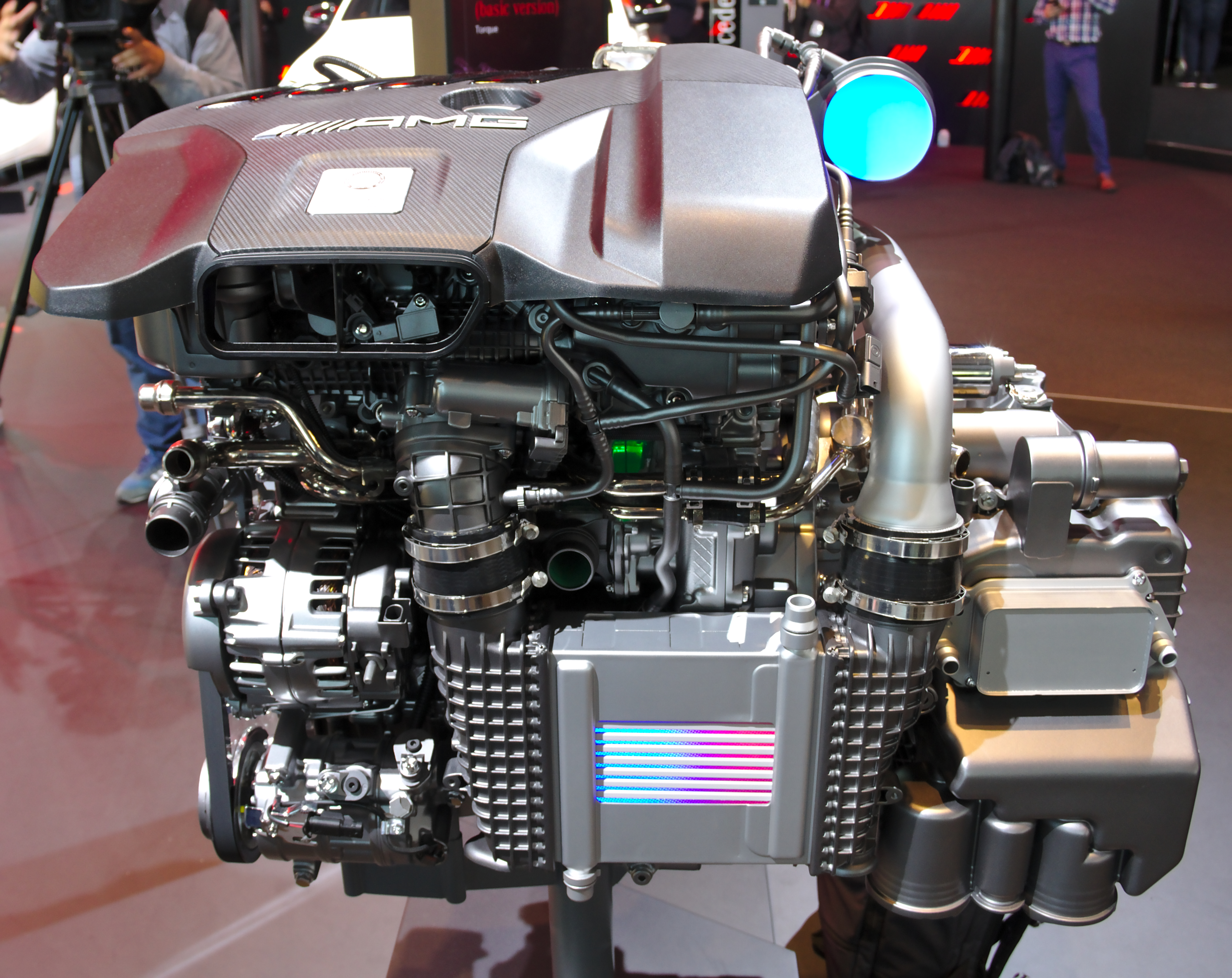
Vista frontale del motore

Il motore M139 ha due livelli di potenza: 387 CV con 480 Nm per la versione base e 421 CV con 500 Nm  per il modello S.
Di seguito vengono riepilogate le varianti e le applicazioni del motore M139:
| Motore Mercedes-Benz M139 |                |                |                                   |                    |
| Variante                  | Potenza CV/rpm | Coppia Nm/rpm  | Applicazioni                      | Anni di produzione |
| 1.                        | 387/6500       | 480/ 4750-5000 | Mercedes-AMG A 45 4MATIC W177     | dal 08/2019        |
| 1.                        | 387/6500       | 480/ 4750-5000 | Mercedes-AMG CLA 45 4MATIC C118   | dal 08/2019        |
| 1.                        | 387/6500       | 480/ 4750-5000 | Mercedes-AMG GLA 45 4MATIC H247   | dal 06/2020        |
| 2.                        | 421/6750       | 500/ 5000-5250 | Mercedes-AMG A 45 S 4MATIC W177   | dal 08/2019        |
| 2.                        | 421/6750       | 500/ 5000-5250 | Mercedes-AMG CLA 45 S 4MATIC C118 | dal 08/2019        |
| 2.                        | 421/6750       | 500/ 5000-5250 | Mercedes-AMG GLA 45 S 4MATIC H247 | dal 06/2020        |